# Gabriele Ferretti
Pour les articles homonymes, voir Ferretti et Gabriel Ferretti.
Gabriele Ferretti (né le 31 janvier 1795 à Ancône en Marches, et mort le 13 septembre 1860 à Rome) est un cardinal italien du XIXe siècle.

## Biographie
Gabriele Ferretti est élu évêque de Rieti en 1827. Il est promu archevêque titulaire de Séleucie-en-Isaurie (de) en 1833 et devient nonce apostolique dans le royaume des Deux-Siciles (en), puis évêque de Montefiascone et Corneto en 1837 et archevêque de Fermo la même année.
Le pape Grégoire XVI le crée cardinal in pectore lors du consistoire du 30 novembre 1838. Sa création est publiée le 8 juillet 1839. Le cardinal Ferretti résigne dans son archidiocèse en 1842, pour devenir préfet de la Congrégation des indulgences et reliques. Ferretti participe au conclave de 1846, lors duquel Pie IX est élu pape. Il est légat apostolique en Urbino et Pesaro et cardinal secrétaire d'État de juillet à décembre 1847. En 1854-1855, il est camerlingue du Sacré Collège.

## Succession apostolique
Gabriele Ferretti a ordonné les évêques suivants :
- Évêque Benedetto Terenzio (1837)
- Évêque Giuseppe Iannuzzi (1843)
- Archevêque Giovanni Francesco Cometti Rossi (1844)
- Évêque Antonino Maria Stromillo (it), C.R. (1845)
- Archevêque Gaetano Brinciotti (it) (1851)
- Archevêque Angelo Robino (it) (1853)
- Évêque Francesco Saverio d'Ambrosio, O.F.M.Cap. (1859)
- Évêque Luigi Aloisio Riccio (en) (1859)
- Évêque Giovanni Battista Siciliani, O.F.M.Conv. (1859)
- Évêque Giuseppe Teta (it) (1859)